# Vordingborg (općina)
Vordingborg je općina u danskoj regiji Zeland.

## Zemljopis
Općina se nalazi u južnom dijelu otoka Zelanda, prositire se na 621 km2.

## Stanovništvo
Prema podacima o broju stanovnika iz 2010. godine općina je imala 	46.319 stanovnika, dok je prosječna gustoća naseljenosti 74,59 stan/km2. Središte općine je grad Vordingborg.

### Veća naselja
| Veća naselja u općini |             |                    |
| Br.                   | Naselje     | Stanovnika (2010.) |
| 1                     | Vordingborg | 11.537             |
| 2                     | Præstø      | 3.887              |
| 3                     | Stege       | 3.856              |
| 4                     | Nyråd       | 2.432              |
| 5                     | Ørslev      | 1.828              |
| 6                     | Stensved    | 1.571              |
| 7                     | Mern        | 1.067              |
| 8                     | Køng        | 987                |
| 9                     | Bogø By     | 858                |
| 10                    | Lundby      | 842                |

## Vanjske poveznice
- Službena stranica općine